# Le Quesne
Le Quesne település Franciaországban, Somme megyében. Lakosainak száma 243 fő (2022. január 1.). Le Quesne Arguel, Beaucamps-le-Vieux, Liomer és Saint-Aubin-Rivière községekkel határos.

## Népesség
A település népességének változása:
| Lakosok száma | 281  | 275  | 273  | 267  | 267  | 265  | 263  | 253  | 243  |
|               | 2013 | 2015 | 2016 | 2017 | 2018 | 2019 | 2020 | 2021 | 2022 |